# استور، پاکستان
استور (به انگلیسی: Astore) یک منطقهٔ مسکونی در پاکستان است که در ناحیه استور واقع شده‌است. استور ۲٬۵۴۶ متر بالاتر از سطح دریا واقع شده‌است.